# Joy Egnel
Joy Annalisa Egnel, född Sundström 22 september 1920 i Vilhelmina, död 24 mars 2001 i Stockholm, var en svensk målare. Hon signerade sin konst vanligtvis med Egnel eller Joy Egnel.
Joy Egnel var dotter till Levi Sundström och Anny Östergren och var gift med ingenjören Lennart Egnel. Hon studerade vid Tekniska skolan i Stockholm 1944 och vid Otte Skölds målarskola 1945–1946 samt vid Académie Julian i Paris 1947 och vid den danska konstakademien i Köpenhamn 1947–1948 samt vid Beaux-Arts i Paris. Hon medverkade vid ett stort antal separat- och samlingsutställningar, bland annat i Stockholm, Göteborg, Nyköping, Östersund, Paris, New York och Georgia. Bland hennes offentliga utsmyckningar märks ett aluminiumcollage för Radiumhemmet vid Karolinska sjukhuset.
Egnel är representerad vid Moderna museet, Östersunds museum, Bibliothèque Nationale Paris, New York Public Library, Brooklyn Museum i New York, Caens museum i Frankrike och Vita huset i Washington D.C, USA.